# Rhipicephalus scalpturatus
Rhipicephalus scalpturatus är en fästingart som beskrevs av Santos Dias 1959. Rhipicephalus scalpturatus ingår i släktet Rhipicephalus och familjen hårda fästingar. Inga underarter finns listade i Catalogue of Life.